# Sommerhof (Windeck)
Sommerhof ist ein Ortsteil der Gemeinde Windeck.
Er besteht aus den Höfen Sommerhof und dem darunterliegenden Bruderhof Johannishof. Daneben gab es noch ein inzwischen abgebranntes Wochenendhaus. Früher gehörte der Hof zum Ort Stromberg. Der Name entstand aus der Bezeichnung der Flur.

## Lage
Sommerhof liegt nördlich von Stromberg, westlich von Herchen-Bahnhof, südlich von Gerressen und östlich von Richardshohn auf 201 m ü. NHN. Er gehört somit noch zum Bergischen Land.